# Episodi di Harvey Birdman, Attorney at Law (quarta stagione)
La quarta stagione della serie animata Harvey Birdman, Attorney at Law, composta da 7 episodi, è stata trasmessa negli Stati Uniti, da Adult Swim, dal 2 ottobre 2006 al 22 luglio 2007.
In Italia la stagione è inedita.
| nº | Titolo originale    | Prima TV USA    |
| -- | ------------------- | --------------- |
| 1  | Shazzan             | 2 ottobre 2006  |
| 2  | Incredible Hippo    | 9 ottobre 2006  |
| 3  | Babysitter          | 16 ottobre 2006 |
| 4  | Birdnapped          | 23 ottobre 2006 |
| 5  | Grodin              | 30 ottobre 2006 |
| 6  | Juror in Court      | 15 luglio 2007  |
| 7  | The Death of Harvey | 22 luglio 2007  |

## Shazzan
- Titolo originale: Shazzan / Mufti Trouble
- Diretto da: Richard Ferguson-Hull
- Scritto da: Michael Ouweleen e Erik Richter

### Trama
Avenger inizia inspiegabilmente a parlare. Nel frattempo, Peanut scopre un vaso che, se strofinato, libera Shazzan, diventando schiavo di Peanut. Shazzan accusa Mentok di averlo imprigionato nel vaso secoli fa per ordine del re. Si scopre che Mentok era un genio noto in quei tempi come Mufti il Mizwa di Muzzy, una delle tante identità che ha avuto nel corso degli anni. Shazzan insiste affinché Peanut lo rappresenti e Mentok, dopo essere stato catturato, manipola Harvey per rappresentarlo. Mentok insiste sul fatto che Shazzan stia tentando di incastrarlo e fugge dal tribunale per recuperare le metà di un disco magico che, se rimesso insieme, fornirebbe la parola magica che imprigioni di nuovo Shazzam nel vaso.

## Incredible Hippo
- Titolo originale: Incredible Hippo
- Diretto da: Richard Ferguson-Hull
- Scritto da: Michael Ouweleen e Erik Richter

### Trama
Peter Potamus mangia del pellet radioattivo che lo trasformano in un mostro. Nel frattempo, Atom Ant è accusato di avere alti livelli di radiazioni nella sua casa.

## Babysitter
- Titolo originale: Babysitter
- Diretto da: Richard Ferguson-Hull
- Scritto da: Michael Ouweleen e Erik Richter

### Trama
Peter Potamus rileva la Sebben & Sebben in assenza di Phil. Nel frattempo che Birdgirl va alla ricerca di suo padre Phil, Reducto fa da babysitter a Peanut mentre Birdman va alla riunione del liceo. Mentre attraversa un incrocio dopo aver organizzato una festa per Peanut, Reducto viene investito da un'auto da clown e ucciso.

## Birdnapped
- Titolo originale: Birdnapped
- Diretto da: Richard Ferguson-Hull
- Scritto da: Michael Ouweleen e Erik Richter

### Trama
Harvey prende il posto di Phil, scomparso di recente, eseguendo scartoffie e licenziamenti. Allo stesso tempo, X l'Eliminatore è impegnato a pianificare l'appuntamento perfetto per una cena con Harvey. Scoprendo che Harvey è troppo impegnato per trovare il tempo per un appuntamento, X l'Eliminatore decide di rapire Birdgirl per attirarlo nel suo appartamento. Durante il funerale di Phil Ken Sebben, la lettura del suo testamento viene letta dal fratello gemello Bill.

## Grodin
- Titolo originale: Grodin
- Diretto da: Richard Ferguson-Hull
- Scritto da: Michael Ouweleen e Erik Richter

### Trama
Bobby intenta un'altra causa contro Ernie Devlin dopo essersi soffocato con un giocattolo difettoso commercializzato da Devlin. Nel frattempo, X l'Eliminatore cerca assistenza esterna per rendersi più malvagio.

## Juror in Court
- Titolo originale: Juror in Court
- Diretto da: Richard Ferguson-Hull
- Scritto da: Michael Ouweleen e Erik Richter

### Trama
Dopo aver tentato di fermare un caso affermando di essere stato un giurato affermato, Harvey è costretto a svolgere il compito di giuria. Mentok ordina al Duplicatore Mortale di copiare Harvey, e tutti e due svolgono entrambi i loro compiti. Dopo che Harvey ha vinto la causa, Mentok nota che il resto dei giurati è stato selezionato in tutti i suoi casi precedenti e costringe a rifare tutti i casi di Harvey.

## The Death of Harvey
- Titolo originale: The Death of Harvey
- Diretto da: Richard Ferguson-Hull
- Scritto da: Michael Ouweleen e Erik Richter

### Trama
Continuando dall'episodio precedente, Harvey è costretto a ritentare tutti i suoi casi a causa di un incidente con la giuria. Dopo aver pensato che Harvey ha ritentato ogni caso entro il tempo limitato che Mentok gli ha concesso, Birdgirl vede un'altra persona che non è stata ancora processata. Viene rivelato che la "persona" è Nitron, il primo cliente di Harvey. Scatena il caos sulla città insieme al suo DefCon-12 e il Birdteam cercano di fermarli. Harvey sconfigge Nitron e salva la città, tuttavia viene investito da Phil Ken Sebben e ucciso.